# Ocampo (Philippines)
Pour les articles homonymes, voir Ocampo.
Ocampo est une municipalité de la province de Camarines Sur, aux Philippines.